# Le Mesnil-Durdent
Le Mesnil-Durdent ist eine französische Gemeinde mit 17 Einwohnern (Stand: 1. Januar 2022) im Département Seine-Maritime in der Region Normandie. Sie gehört zum Arrondissement Dieppe, zum Kanton Saint-Valery-en-Caux und ist Teil des Kommunalverbands Côte d’Albâtre.

## Geographie
Le Mesnil-Durdent ist ein kleines Bauerndorf im Naturraum Pays de Bray. Es liegt 31 Kilometer südwestlich von Dieppe.

### Nachbargemeinden
| Pleine-Sève | Gueutteville-les-Grès | Angiens                       |
| Pleine-Sève | Kompass               | Angiens Houdetot Ermenouville |
| Pleine-Sève | Sainte-Colombe        | Ermenouville                  |

## Geschichte
Die Pfarrei Ortes besteht schon lange. Pfarrer Richard Duredent (1240) besaß auch eine Festung in Ermenouville. Im 16. Jahrhundert war Raulin de Réalcamp der Herr, seine Familie gab die Herrschaft jedoch durch Ehe ab. Le Picard aus Martin de Veules besaßen die Herrschaft bis zur Französischen Revolution. 1822 stellte sich die Frage eines Anschlusses an eine andere Gemeinde, da diese sehr klein war. Die Einwohner bevorzugten Mesnil-Geffroy vor Pleine-Sève, doch wurde Mesnil-Geffroy per Erlass von Ludwig XVIII. an Ermenouville angeschlossen, Le Mesnil-Durdent blieb somit eine eigenständige Gemeinde.

### Bevölkerungsentwicklung
Die Bevölkerungsanzahl ist durch Volkszählungen seit 1793 bekannt. Die Einwohnerzahlen bis 2005 werden auf der Website der École des Hautes Études en Sciences Sociales veröffentlicht.
| Jahr | Bevölkerungsanzahl |
| ---- | ------------------ |
| 1962 | 45                 |
| 1968 | 34                 |
| 1975 | 27                 |
| 1982 | 20                 |
| 1990 | 20                 |
| 1999 | 27                 |
| 2006 | 24                 |
| 2015 | 20                 |

## Sehenswürdigkeiten
- Der Jardin des Amouhoques ist ein Wintergarten, der die wilde Flora des Pays de Caux in Form eines botanischen Gartens zeigt. Jede Pflanze ist markiert und mit wissenschaftlichen und bekannten Namen und Daten wie Blütezeit versehen. Es sind etwa 350 Wildpflanzen zu sehen.
- Die Sandsteinkirche ist Albin von Angers (Heiliger Aubin) geweiht. Jedoch fand jeden Juni zu Ehren von Onophrios dem Großen eine Wallfahrt statt. Im 16. Jahrhundert die Kirche wieder aufgebaut und im 18. Jahrhundert vergrößert. Die Nordkapelle ist der älteste Teil (1528). Die kleine Kirchenglocke wird mit der Hand betätigt. Das Taufbecken stammt aus dem 16. Jahrhunderts. Der Hochaltar und das Altarretabel stammen aus dem 18. Jahrhunderts. Eine Statue von Onophrios dem Großen wurde von einem Erzbischof von Rouen 1714 als „zu nackt“ befunden.